# Turchia ai Giochi della XXVI Olimpiade
La Turchia partecipò ai Giochi della XXVI Olimpiade, svoltisi ad Atlanta, Stati Uniti, dal 19 luglio al 4 agosto 1996, con una delegazione di 53 atleti impegnati in nove discipline.